# El Zorab
„El Zorab” (sau „El-Zorab”) este o poezie cu sfârșit tragic scrisă de George Coșbuc și publicată în volumul Balade și idile (1893).

## Sinopsis
În poezia „El Zorab”, este vorba despre un arab sărac, beduin, pe nume Ben-Ardun care vine la pașă să își vândă mult iubitul cal. Pașa îi oferă o mie de țechini, din cauza sărăciei este nevoit să accepte. Gândindu-se totuși cât de greu îi va fi lui, soției sale și copiilor săi fără cal și că e foarte posibil ca animalul să fie bătut și lăsat flămând și bolnav, se răzgândește și oferă banii înapoi pașei. Pașa nu acceptă banii și decide că vrea să ia calul cu orice preț. Ca o ultimă scăpare, Ben-Ardun „scoate un pumnal” și îl ucide pe El Zorab, pentru a se asigura că nu va fi chinuit de către oamenii pașei.

## Legăturiexterne
- Florin Piersic: „El-Zorab”, romanianvoice.com
- Cornel Nemeș: „El-Zorab”,librivox.org